# ۱۶۷۳ (میلادی)
۱۶۷۳ (میلادی) هزار و ششصد و هفتاد و سومین سال تقویم میلادی است.

## درگذشتگان
‎